# Sûreté dans les aéroports
 (juin 2016).
Si vous disposez d'ouvrages ou d'articles de référence ou si vous connaissez des sites web de qualité traitant du thème abordé ici, merci de compléter l'article en donnant les références utiles à sa vérifiabilité et en les liant à la section « Notes et références ».

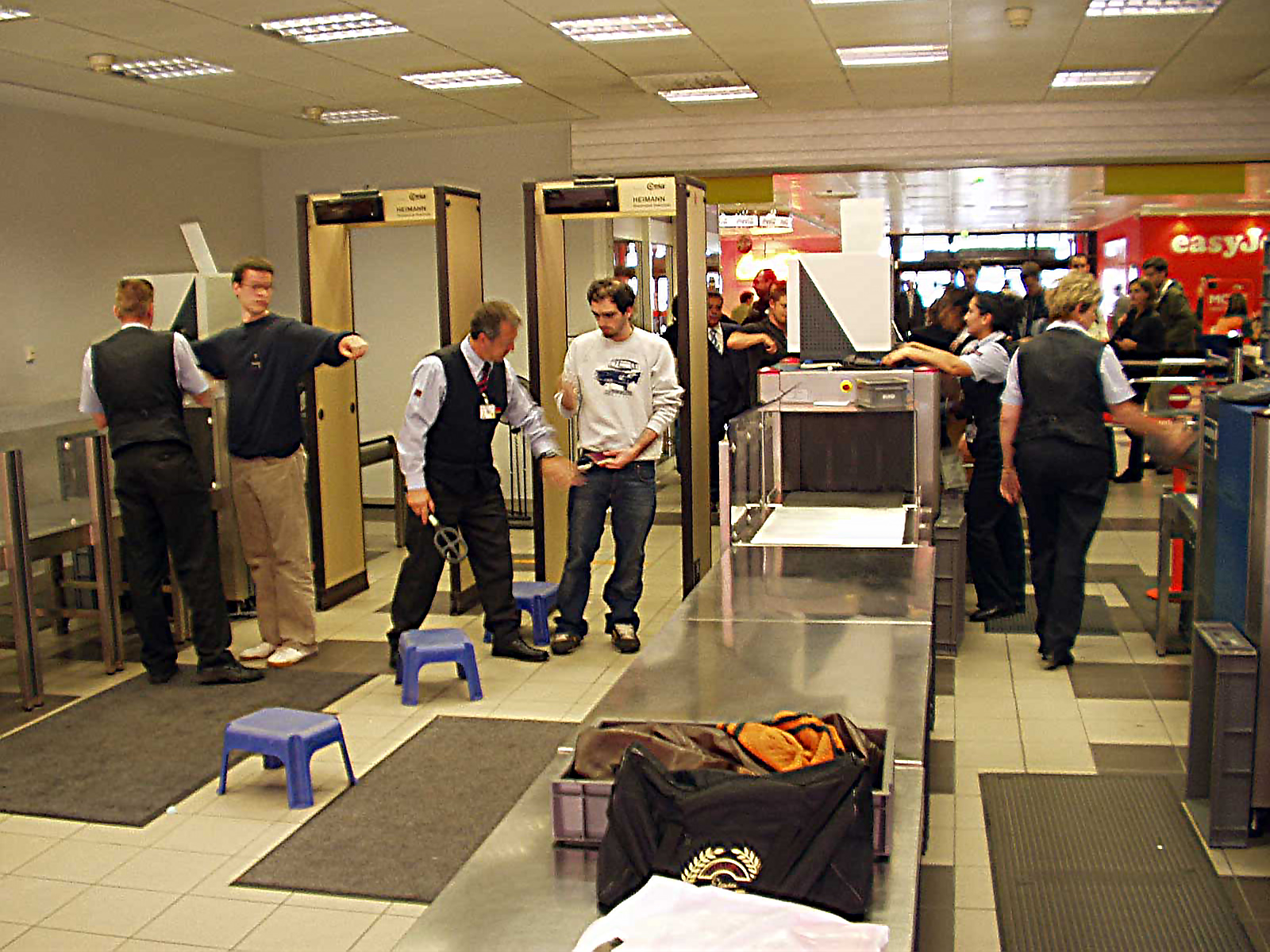
Un point de sûreté dans un aéroport international : les bagages sont vérifiés par un scanner à rayons X et les passagers passent sous un détecteur de métaux.

La sûreté dans les aéroports (Airport security en anglais) est l'ensemble des mesures prises au sein d'un aéroport pour réduire le risque de malveillances susceptibles de causer des dommages aux biens et aux personnes, comme les actes de terrorisme. 
Les mesures de sûreté incluent le contrôle des passagers et de leurs bagages au moment de l'enregistrement et de l'embarquement, mais aussi la surveillance des mouvements dans les terminaux et sur les pistes, ainsi qu'aux abords des avions.
La sûreté consiste principalement en une recherche d'éventuelles menaces pouvant être introduites à bord d'avions civils de façon illicite, que ce soit dans un bagage de soute, un bagage à main, via le fret transporté dans les soutes, ou par un membre d'équipage, un mécanicien ou du personnel aéroportuaire. 
Elle vise également à empêcher l'introduction d'armes de toutes sortes dans la cabine et le cockpit de l'avion, armes qui pourraient être utilisées à des fins de piraterie aérienne.